# 威擬鯉
威擬鯉（学名：Leucos aula）为輻鰭魚綱鯉形目雅羅魚科的其中一種，分布於歐洲義大利、斯洛維尼亞、瑞士索卡河到波河及克羅埃西亞扎達爾的沿海淡水流域，為特有種，本魚體呈紡錘型，沿側線有36-42個鱗片，口近末端，腹鰭、胸鰭和臀鰭呈灰色； 虹膜紅色，從眼睛到尾鰭基部有明顯的深棕色中側條紋，背鰭軟條12、臀鰭軟條12枚，體長可達26公分，壽命可達7年，棲息於植被生長、水流緩慢的溪流、沼澤和湖泊，成群活動，屬雜食性，以無脊椎動物、藻類和水生植物等為食，繁殖期時以由一隻雌魚和幾隻雄魚組成的小群體產卵，雌魚在在水生植物上產卵，可作為遊釣魚。